# ميخائيل سمول
ميخائيل سمول (بالإنجليزية: Michael Small)‏ هو مؤلف موسيقى تصويرية وملحن أمريكي، ولد في 30 مايو 1939 في نيويورك في الولايات المتحدة، وتوفي في 24 نوفمبر 2003 في مانهاتن في الولايات المتحدة بسبب سرطان البروستاتا.

## وصلات خارجية
- ميخائيل سمول على موقع IMDb (الإنجليزية)
- ميخائيل سمول على موقع ميوزك برينز (الإنجليزية)
- ميخائيل سمول على موقع تيرنر كلاسيك موفيز (الإنجليزية)
- ميخائيل سمول على موقع أول موفي (الإنجليزية)
- ميخائيل سمول على موقع قاعدة بيانات برودواي على الإنترنت (الإنجليزية)
- ميخائيل سمول على موقع ديسكوغز (الإنجليزية)
- ميخائيل سمول على موقع قاعدة بيانات الفيلم (الإنجليزية)